# 김주아 (바둑 기사)
김주아(金湊笌, 2006년 12월 23일 ~ )는 대한민국의 바둑 기사이다.

## 약력
서울 출신으로  2013년에 바둑에 입문했다. 2019년 연구생리그에 합류했고, 제4회 국제 바둑춘향 선발대회에서 우승하며 '바둑춘향 진'에 올랐다.박승화사범의 바둑 지도를 받았다. 2021년 4월, 제54기 여자연구생 입단대회를 통해 프로바둑에 입단했다. 2022년 2월, '2022 메디힐 밀레니엄 여자최강전' 결승에서 김민서를 누르고 우승을 차지했다. 같은해 5월, 2단으로 승단했다. 2023년 1월 김효영(金孝英)이라는 이름에서 개명했다.